# Aleksandr Tołokoncew
Aleksandr Fiodorowicz Tołokoncew (ros. Александр Фёдорович Толоконцев, ur. 1889, zm. 1937) – radziecki działacz państwowy, partyjny i gospodarczy.

## Życiorys
Od 1914 członek SDPRR(b), w 1917 uczestnik rewolucji październikowej w Piotrogrodzie. Od 1917 działacz związkowy, radziecki i gospodarczy, 1919-1921 członek Rady ds. Przemysłu Wojennego, 1923-1932 członek Prezydium Najwyższej Rady Gospodarki Narodowej ZSRR. Od 31 maja 1924 do 18 grudnia 1925 zastępca członka KC RKP(b), 1925-1926 przewodniczący Centralnego Zarządu Państwowych Zjednoczonych Fabryk Maszyn, od 31 grudnia 1925 do 26 stycznia 1934 członek KC WKP(b). Od 1926 do października 1929 przewodniczący Głównego Zarządu Wojskowo-Przemysłowego Najwyższej Rady Gospodarki Narodowej, 1929-1930 przewodniczący Zjednoczenia Ogólnej Budowy Maszyn Najwyższej Rady Gospodarki Narodowej ZSRR, później szef Głównego Zarządu Przemysłu Budowy Maszyn i Obróbki Metalu Najwyższej Rady Gospodarki Narodowej ZSRR. Do 1932 zarządca Wszechzwiązkowego Zjednoczenia Przemysłu Ciężkiego Najwyższej Rady Gospodarki Narodowej ZSRR, 1932-1934 członek Kolegium Ludowego Komisariatu Przemysłu Ciężkiego ZSRR, 1934-1937 dyrektor fabryki. Członek Centralnego Komitetu Wykonawczego (CIK) ZSRR, 1924-1931 zastępca członka Prezydium CIK ZSRR.
W 1937 aresztowany, następnie skazany na śmierć przez Wojskowe Kolegium Sądu Najwyższego ZSRR i rozstrzelany. Pośmiertnie zrehabilitowany.